# NGC 6713
NGC 6713 (другие обозначения — PGC 62487, UGC 11365, ZWG 201.38, KAZ 497, IRAS18489+3353) — линзообразная галактика (S0) в созвездии Лира.
Этот объект входит в число перечисленных в оригинальной редакции «Нового общего каталога».